# Pad (Pferdesport)

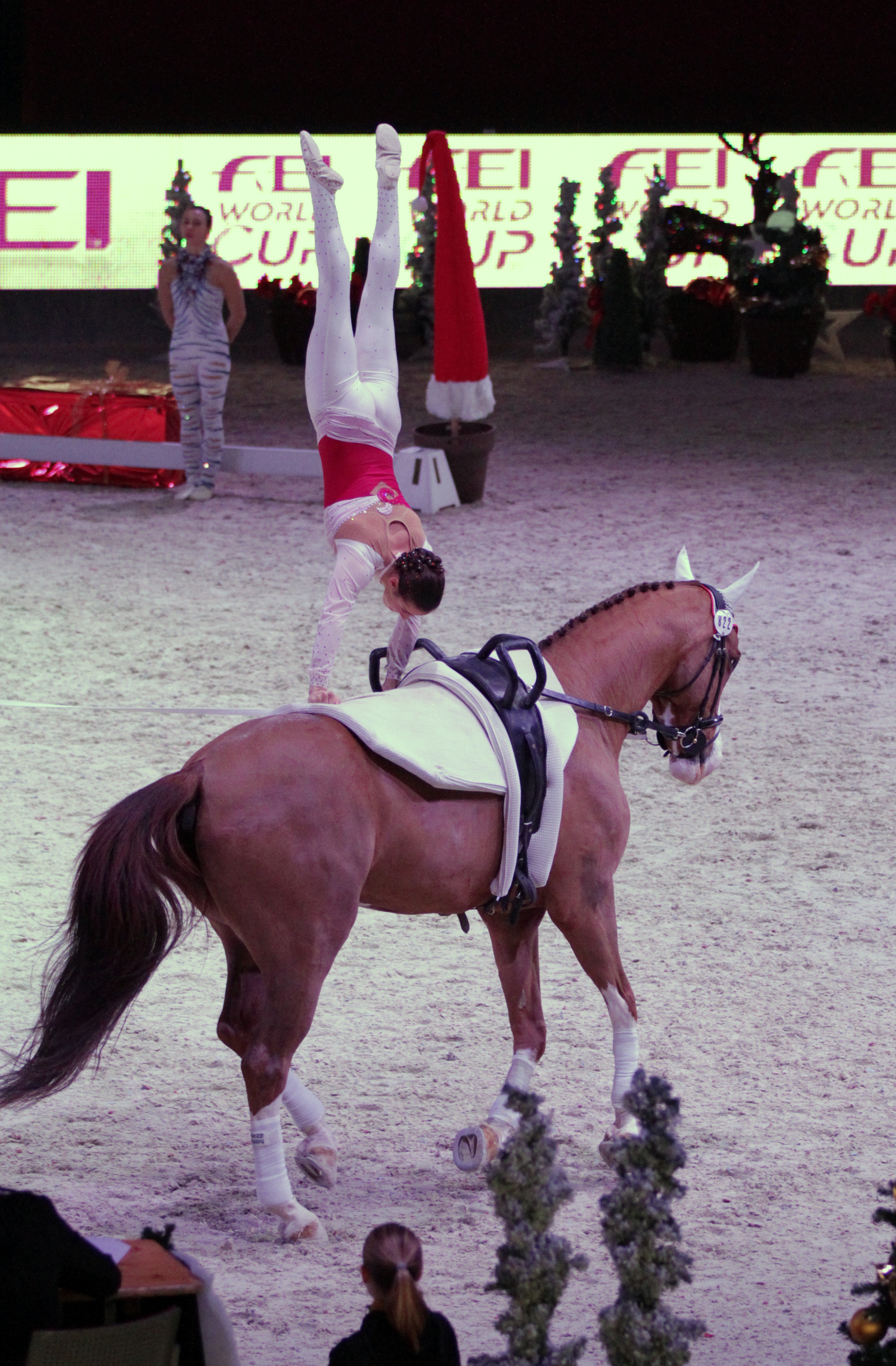
Beim Handstand greift die Voltigiererin in Bezug des Pads

Das Pad ist eine dicke Unterlage, die den Pferderücken schützt. Pads sind meistens rechteckig oder hinten abgerundet.

## Reiten
Ein Pad ist beim Reiten eine Sattelunterlage, die zwischen Pferderücken und Sattel liegt. Pads sind meist mit Watte oder Gel gepolstert. Gelpads werden auch als Gelkissen bezeichnet.  Gegenüber einer Schabracke ist das Pad deutlich dicker und polstert somit den Druck des Sattels auf das Pferd besser ab. Die Abgrenzung zur Satteldecke oder Schabracke ist jedoch schwierig, diese auch in dick wattierten Ausführungen gibt. Anstelle von Pads werden auch Rehfelle als Sattelunterlagen unter der Satteldecke verwendet.
Im Westernreiten wird das Westernpad als Sattelunterlage verwendet. Es ist größer und meist aus derberem Material gefertigt.

## Voltigieren
Beim Voltigieren wird ein Pad zum Schutz des Pferderückens und als Griffmöglichkeit verwendet. Voltigierpads sind dicker, fester und größer als die normalen Sattelpads, da sie auch die Nierenpartie schützen sollen. Neben wattierten Pads werden auch dicke, stabile Filzdecken benutzt. Sie haben häufig einen waschbaren Bezug, da sie durch den Sand an den Schuhen schnell verschmutzen. Das Voltigierpad muss eine gewisse Festigkeit aufweisen, damit es als Griffmöglichkeit genutzt werden kann.
Das Voltigierpad wird beim Gurten (entspricht dem Satteln beim Reiten) unter die Gurtunterlage auf den Pferderücken gelegt.